# Protaetia

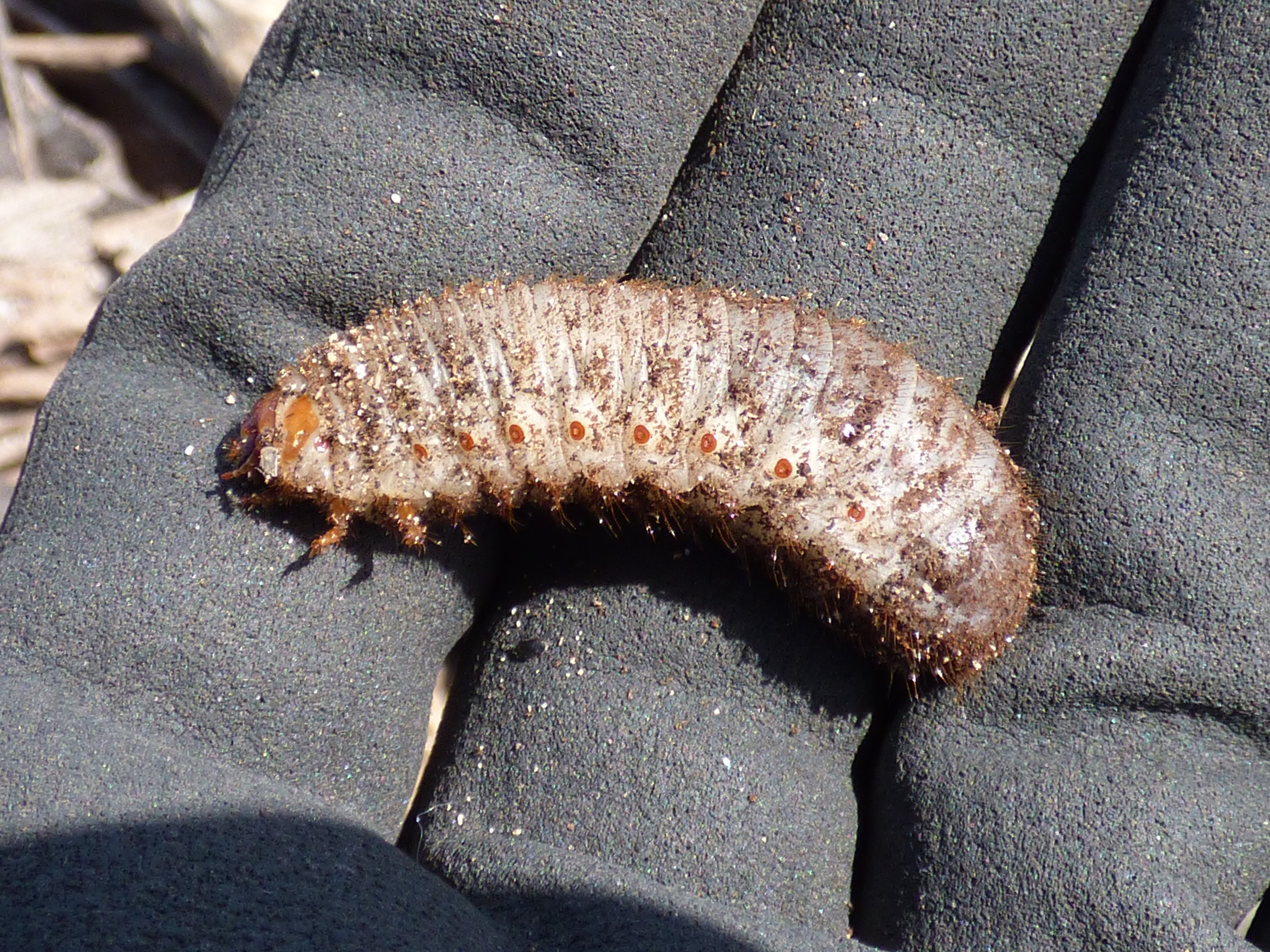
Protaetia pryeri, larva

Protaetia es un género de coleóptero de la familia Scarabaeidae. Se encuentra en Asia y tiene más de 300 especies.

## Especies
- Protaetia acuminata (Fabricius, 1775)
- Protaetia aeruginosa (Fabricius, 1775)
- Protaetia affinis (Andersch, 1797)
- Protaetia afflicta (Gory & Percheron, 1833)
- Protaetia alboguttata (Vigors, 1826)
- Protaetia angustata Germar, 1817
- Protaetia asiatica Faldermann, 1835
- Protaetia aurichalcea  (Fabricius, 1775)
- Protaetia besucheti Alexis & Delpont, 1996
- Protaetia bipunctata (Gory & Percheron, 1833)
- Protaetia brevitarsis (Lewis, 1879)
- Protaetia conspersa Janson, 1877
- Protaetia culta (Waterhouse, 1879)
- Protaetia cuprea (Fabricius, 1775)
- Protaetia cuprina Motschulsky, 1849
- Protaetia excavata Gory & Percheron, 1833
- Protaetia fieberi (Kraatz, 1880)
- Protaetia formosana Moser, 1910
- Protaetia funesta Ménétriès, 1836
- Protaetia fusca (Herbst, 1790)
- Protaetia haiastanica Ghrejyan & Kalashian, 2017
- Protaetia karelini Zoubkov, 1829
- Protaetia lenzi Harold, 1878
- Protaetia lewisi Janson, 1888
- Protaetia lugubris (Herbst, 1786)
- Protaetia mandschuriensis Schurhoff, 1933
- Protaetia marmorata (Fabricius, 1792)
- Protaetia metallica Herbst, 1782
- Protaetia mirifica (Mulsant, 1842)
- Protaetia morio Fabricius, 1781
- Protaetia niveoguttata Janson, 1876
- Protaetia oblonga (Gory & Percheron, 1833)
- Protaetia opaca (Fabricius, 1787)
- Protaetia orientalis (Gory & Percheron, 1833)
- Protaetia pectoralis Mohnike, 1871
- Protaetia prolongata Gory & Percheron, 1833
- Protaetia pryeri Janson, 1888
- Protaetia regalis (Blanchard, 1842)
- Protaetia speciosa (Adams, 1817)
- Protaetia speciosissima (Scopoli, 1786)
- Protaetia spectabilis (Schaum, 1841)
- Protaetia subpilosa Desbrochers des Loges, 1869
- Protaetia trojana Gory & Percheron, 1833
- Protaetia ungarica (Herbst, 1790)